# サリチルアルデヒドデヒドロゲナーゼ
サリチルアルデヒドデヒドロゲナーゼ（salicylaldehyde dehydrogenase）は、ナフタレンおよびアントラセン分解酵素の一つで、次の化学反応を触媒する酸化還元酵素である。 
サリチルアルデヒド + NAD+ + H2O {\displaystyle \rightleftharpoons } サリチル酸 + NADH + 2 H+
反応式の通り、この酵素の基質はサリチルアルデヒドとNAD+と水、生成物はサリチル酸とNADHとH+である。
組織名はsalicylaldehyde:NAD+ oxidoreductaseである。